# Felip de Malla
Felip de Malla (* 1380 in Barcelona; † 12. Juli 1431 ebenda) war der 17. Präsident der Generalitat de Catalunya (1425–1428), Kanoniker der Kathedrale von Huesca (1423), Almosenier der Kathedrale von Elne (1423) und Archidiakon der Kathedrale von Barcelona (1424–1431).

## Leben
Möglicherweise war Felip de Malla ein Verwandter des katalanischen Franziskaners Francesc Eiximenis. Als er sehr jung war, begann er seine Studien in Barcelona und später an der Universität Lleida. Später studierte er Theologie, Römisches Recht und Kanonisches Recht an der Universität von Paris. Hier wurde er Professor für Theologie. Sein umfangreichstes Werk ist das Memorial del pecador remut (Gedenkbuch des erlösten Sünders), dass Askese in Christentum, Heidentum und Judentum abhandelt.
Felip de Malla wurde vom Papst von Avignon Benedikt XIII. und von König Martin I. von Aragon geschützt. König Martin I. ernannte ihn 1408 zum „Berater und Förderer der Hofgeschäfte“. Dieses Amt hatte er bei Ferdinand I. und Alfons V. von Aragon.
Auf dem Konzil von Konstanz erhielt er bei der Wahl zum Papst sechs Stimmen.
Während seiner Amtszeit an der Spitze der Generalitat musste er gegen die fortschreitende Entfremdung zwischen dem König und dem Fürstentum ankämpfen, die seit den Landständen von 1422 im Gange war. Die Einsetzung von Kastiliern in den Institutionen, die mangelnde königliche Fürsorge für seine Herrschaftsgebiete, die Einmischung des Königs in die Angelegenheiten Neapels und der Versuch, ein Lehen in Cervera zu schaffen, um seinen Bruder Pedro de Trastámara dort unterzubringen, waren einige der politischen Episoden, die das Verhältnis belasteten. Hinzu kamen die Pestepidemien und das Erdbeben in von 1428 und andere Sorgen, mit denen er zu kämpfen hatte.
Im Moment seines Todes verfügte er über verschiedene Pfründe: das Pfarrhaus der Kirche Santa Maria del Pi in Barcelona, er war Archidiakon und Kanoniker in der Kathedrale von Barcelona und Kanoniker in der Kathedrale von Girona.

## Bibliographie
- Història de la Generalitat de Catalunya i els seus Presidents Barcelona: Enciclopèdia Catalana, 2003. (katalanisch)
- Torres Amat, Félix. Memorias para ayudar a formar un diccionario crítico de los escritores catalanes y dar alguna idea de la antigua y moderna literatura de Cataluña. Barcelona: Imprenta de J. Verdaguer, 1836, S. 356–357. (spanisch)